# Liste der österreichischen Botschafter in Venezuela
Die Liste der österreichischen Botschafter in Venezuela gibt die Botschafter, die obersten Beauftragten, der Republik Österreich in der Bolivarischen Republik Venezuela wider. Die Österreichischen Botschaft Caracas wurde im August 2018 aufgelöst und der Zuständigkeitsbereich wurde von der Österreichischen Botschaft in Havanna übernommen.

## Geschichte
Das kaiserliche Österreich hatte kaum besondere Interessen im Karibischen Raum, es war keine Kolonialmacht. Dynastische Angelegenheiten wie in Brasilien (Kaiserin Leopoldine) und in Mexiko (Kaiser Maximilian) blieben kurzfristig, und den Revolutionsstaaten stand das absolutistisch denkende Kaiserhaus ablehnend gegenüber. Mit dem schon 1811 gegründeten Venezuela wurden erst am 28. Juli 1947 diplomatische Beziehungen aufgenommen, zu einer Annäherung kam es erst nach 1955, mit ersten gegenseitigen Besuchen hochrangiger Politiker.
Ähnliches gilt für Haiti (1804 unabhängig)
und die Dominikanische Republik (1844 von Haiti abgespalten).
Die Botschaft in Caracas wurde im Herbst 1964 eröffnet. zu der Zeit gab es in Südamerika erst vier österreichische Botschaften.
Es folgten 1966 die Unabhängigkeit von Guyana und sukzessive die diversen Inseln in der Karibik, die primär vom Vereinigten Königreich in die Unabhängigkeit des Commonwealth entlassen wurden: 1962 Trinidad und Tobago, 1966 Barbados, 1974 Grenada (von den Vereinigten Staaten), 1978 Dominica, 1979 St. Vincent und die Grenadinen, 1981 Antigua und Barbuda, 1983 St. Kitts und Nevis.
1973 wurde die Karibische Gemeinschaft (CARICOM) als internationale Organisation mit Sitz in Georgetown (Guyana) gegründet. 1992 entstand das CARIFORUM, und 2011 die Gemeinschaft lateinamerikanischer und karibischer Staaten (CELAC) als inzwischen wichtigster Gesprächspartner, seit dem EU-Beitritt Österreichs primär auf dieser Ebene. Zentrale Basis ist heute die strategische Zusammenarbeit zwischen der Europäischen Union und Lateinamerika sowie der Karibik, der EU-LAK-Prozess (EU-Lateinamerika-Gipfel, seit 1999), das Abkommen von Cotonou von 2000 (KOM(2000)324), und die Gemeinsame Partnerschaftsstrategie EU-Karibik (Joint EU-Caribbean Partnership Strategy – JECS) von 2012.
Daneben ist seit 2007 ist die Karibik aber auch eine Schwerpunktregion der Österreichischen Entwicklungszusammenarbeit (OEZA), im Rahmen dessen auch das Regionalbüro des Amts für die Koordinierung humanitärer Angelegenheiten der Vereinten Nationen (UNOCHA) unterstützt wird. Die Austrian Development Agency (ADA), die die OEZA umsetzt, betreibt aber hier im Raum kein Büro.
Aufsehen erregte ein Raubüberfall in der Botschaft 2006.
Die Ankündigung der Übersiedlung der Botschaft nach Bogota für nach 2015 wurde wegen der wirtschaftlichen Bedeutung Venezuelas – insbesondere als OPEC-Mitglied – auch kritisiert.
Die Leitung der Österreichischen Botschaft Caracas erfolgte ab 1. September 2016 bereits nur durch einen Geschäftsträger a. i. Im August 2018 wurde die Botschaft letztendlich geschlossen und die Zuständigkeit für die Bolivarische Republik Venezuela der Österreichischen Botschaft in Havanna übertragen.

## Liste der Österreichischen Botschafter
| Name                     | Amtszeit                     | Anmerkungen |
| ------------------------ | ---------------------------- | --- |
|                          | …                            | |
| Harald Gödel             | 1971–1976                    | davor Botschafter in Finnland, Botschafter in Chile                                                                    |
|                          | …                            | |
| Alfred Missong jun.      | 1982–1986                    | davor Botschafter in Mexiko; danach in Portugal, Direktor Diplomatische Akademie Wien, OSZE-Mission für Tschetschenien |
|                          | …                            | |
| Erika Liebenwein         | Jul. 1999–2004(?)            | |
| Marianne Feldmann        | 2004–2008                    | davor Botschafterin in Kolumbien; danach am BMeiA, Botschafterin in Brasilien                                          |
| Thomas Schuller-Götzburg | 2008–2012                    | davor an div. Botschaften;                                                                                             |
| Gerhard Mayer            | 28. Dez. 2012 – 1. Sep. 2016 | davor Stv. Missionschef in Argentinien                                                                                 |